# Вихрь (шхуна, 1829)
«Вихрь» — парусная шхуна Балтийского флота Российской империи, находившаяся в составе флота с 1829 по 1843 год, одна из четырёх шхун одноимённого типа, головное судно проекта. Во время несения службы по большей части использовалась в качестве учебного и гидрографического судна в водах Финского залива, а также несла службу на рейдах Кронштадта и Ревеля, в том числе выполняя функции брандвахтенного судна. По окончании службы шхуна была разобрана в Кронштадте.

## Описание судна
Парусная шхуна с деревянным корпусом, одна из четырёх шхун одноимённого типа. Длина шхуны между перпендикулярами составляла 24,4 метра, ширина без обшивки — 6,7 метра, а осадка — 2,7 метра. Вооружение судна состояло из четырнадцати орудий, а экипаж из пятидесяти человек.
Одно из трёх парусных судов и двух шхун Российского императорского флота, носивших это имя, в составе Балтийского флота также служила одноимённая шхуна 1852 года постройки, а в составе Черноморского флота одноимённая парусно-гребная канонерская лодка 1822 года постройки.

## История службы
Шхуна «Вихрь» была заложена на стапеле Лодейнопольской верфи 19 (31) мая 1829 года и после спуска на воду 3 (15) сентября 1829 года вошла в состав Балтийского флота России. Строительство вёл кораблестроитель подпоручик Корпуса корабельных инженеров Н. И. Федоров. Осенью того же года шхуна перешла из Лодейного Поля в Санкт-Петербург, а в следующем 1830 году — в Кронштадт.
В кампании 1830 и 1831 годов несла службу на кронштадтском рейде, выходила в практические и крейсерские плавания в Финский залив. В 1832 году также принимала участие в практических и крейсерских плаваниях в водах Финского залива и использовалась в качестве брандвахтенного судна на Ревельском рейде. В начале кампании следующего 1833 года продолжила несение службы в качестве брандвахты на рейде в Ревеле, после чего была включена в отряд под общим командованием капитан-лейтенанта М. Ф. Рейнеке, в составе которого в течение 1833 и 1834 годов принимала участие в выполнении гидрографических работ в финляндских шхерах и описи северного берега Финского залива. В кампанию 1835 года вновь принимала участие в практическом плавании в Финском заливе и гидрографических работах в финляндских шхерах. С 1837 по 1840 год находилась в Кронштадтском порту и в море не выходила.
По окончании службы в 1843 году шхуна «Вихрь» была разобрана в Кронштадте.

## Командиры шхуны
Командирами парусной шхуны «Вихрь» в составе Российского императорского флота в разное время служили:
- лейтенант П. И. Колобов (1829—1831 годы)[13];
- капитан-лейтенант Л. Н. Левендаль (1832—1834 годы)[14];
- капитан-лейтенант М. Ф. Рейнеке (1834 год)[15];
- лейтенант И. А. Ратманов (1835 год)[16];
- капитан-лейтенант А. А. фон Моллер (1836 год)[17];
- капитан-лейтенант М. А. Пыпин (1837—1839 годы)[18].